# Hughes AIM-4 Falcon

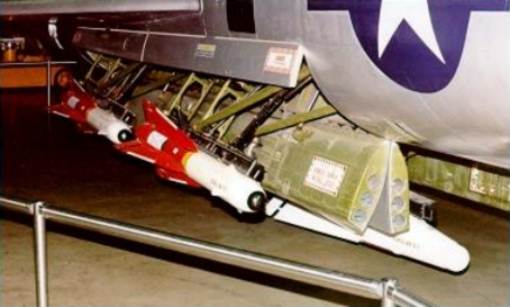
Dvojice AIM-4D Falcon na výsuvném závěsníku letounu Convair F-102 Delta Dagger

Hughes AIM-4 Falcon byla první řízená střela vzduch-vzduch, která se dostala do operačního nasazení v americkém letectvu. V USA byla používána v letech 1955–1988.
Jednalo se o řízenou střelu krátkého dosahu (přibližně 10 km). Existovaly varianty s poloaktivním radarovým zaměřovačem a s infračervenou hlavicí. Střela byla bojově použita ve vietnamské válce. Výsledky byly velmi špatné a bylo s ní sestřeleno jen 5 letounů.

## Vývoj a konstrukce
Vývoj řízené střely vzduch-vzduch začal v roce 1946. Hughes v tomto roce dostal zakázku na podzvukovou řízenou střelu MX-798, ze které byla už v roce 1947 odvozena nadzvuková varianta MX-904. Střely byly původně vyvíjeny nikoliv pro útok, ale naopak jako zbraň pro obranu bombardovacích letadel. Po roce 1950 bylo rozhodnuto, že řízené střely jsou zbraní vhodnou pro stíhací letouny.
K prvnímu zkušebnímu odpalu nové střely došlo v roce 1949. Tehdy střela dostala označení AAM-A-2 a jméno Falcon. Střela byla několikrát přejmenována. V roce 1951 se z ní stala F-98 a v roce 1955 byla přejmenována na GAR-1. Definitivní označení střely Falcon je dnes AIM-4.

### Hlavice
Všechny verze Falconů nesly malou hlavici s 3,4 kg výbušnin, což omezovalo její účinek. Účinek střely limitovala i absence detonátoru, který by střelu přivedl k výbuchu v blízkosti cíle. Falcon musel svůj cíl přímo zasáhnout.

### Umístění střel
Na rozdíl od tehdejší praxe byly střely Falcon často neseny v pumovnici uvnitř letounu, což připomíná způsob umístění výzbroje u moderních bojových letounů s prvky stealth, jako je Lockheed Martin/Boeing F-22 Raptor a Lockheed Martin F-35 Lightning II.
Convair F-102 Delta Dagger nesl střely v pumovnici, odtud se mimo letoun dostaly pomocí výklopné vidlice. McDonnell F-101 Voodoo nesl v pumovnici rotační závěsník, na kterém byly dvě dvojice Falconů. Když letoun použil první dvojici střel, zásobník se otočil a z letounu se vysunuly další dva kusy.

## Uživatelé
Základní modely Falconu, GAR-1 a GAR-2, americké letectvo přijalo v roce 1955. Byly jimi vyzbrojeny stíhací letouny Northrop F-89 Scorpion, McDonnell F-101 Voodoo a Convair F-102 Delta Dagger.
Mimo USA střely Falcon používala Kanada, Finsko, Švédsko a Švýcarsko. V těchto zemích je nesly typy CF-101 Voodoo, Saab 35 Draken a Dassault Mirage IIIS. Kanada chtěla střelou Falcon vyzbrojit svůj nový stíhací letoun CF-105 Arrow, ale nedošlo k tomu, protože byl projekt zrušen.
Ve Švýcarsku byly označeny HM-58 a ve Švédsku Rb 28.

## Varianty

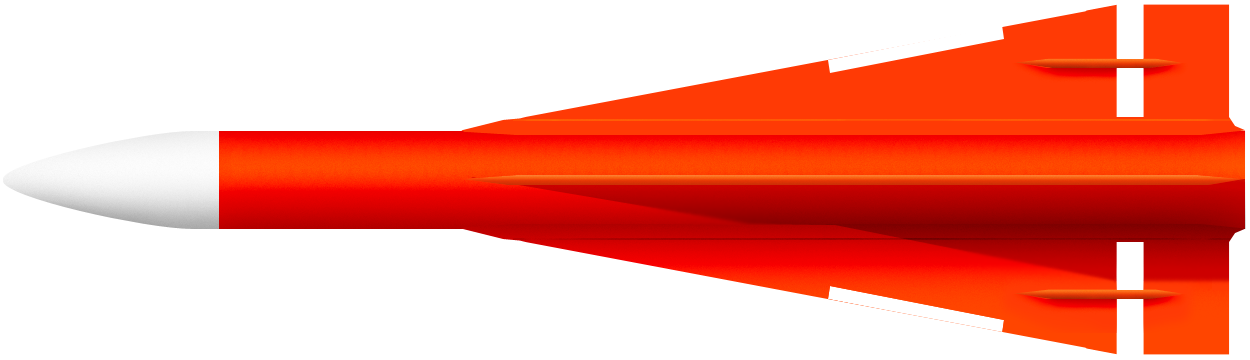
Kresba AIM-4E Super Falcon

### GAR-1
Varianta GAR-1 měla poloaktivní radarové navádění a dosah 8 km. Celkem bylo vyrobeno 4000 kusů této střely. Ve výrobě byla nahrazena vylepšeným modelem GAR-1D (AIM-4A), který měl zvětšené ocasní plochy a bylo jich vyrobeno dalších 12 000 kusů. Byla to hlavní výrobní varianta s poloaktivní hlavicí.

### GAR-2
GAR-2 (AIM-4B) měla infračervený naváděcí systém. U raných verzí byla použitelná především při útoku zezadu, kdy se mohla zaměřit přímo na výstupní trysku nepřátelského letounu. Později byla modifikována a více se svými vlastnostmi přiblížila střelám koncepce "vystřel a zapomeň".
GAR-2 byla o 40 mm delší a o 7 kg těžší, než GAR-1. Dosah byl také přibližně 10 km. Ve výrobě byla tato střela nahrazena vylepšenou variantou GAR-2A (AIM-4C) s citlivější hlavicí. Této verze bylo vyrobeno přibližně 26 000 kusů.
Jak bylo obvyklé i v ruské praxi, byly Falcony nejčastěji vypouštěny ve dvojicích. Když se použila jak střela s radarovým, tak s infračerveným naváděním, zvýšila se šance na zničení cíle (jako první se odpalovala střela s infračervenou hlavicí).

### Super Falcon
V roce 1958 Hughes vyrobila zvětšenou verzi Falconu, nazvanou Super Falcon, která měla výkonnější motor, větší rychlost i dolet. Měla také větší hlavici s 13 kg výbušnin a přesnější naváděcí systém. Varianta s poloaktivním naváděním byla označena GAR-3 (AIM-4E) a ve vylepšené verzi GAR-3A (AIM-4F). Celkem bylo vyrobeno 2700 kusů. Super Falcon s infračervenou hlavicí byl vyráběn pouze ve verzi GAR-4A (AIM-4G) v počtu 3400 kusů. Celkem bylo vyrobeno okolo 6100 Super Falconů.

### XAIM-4H

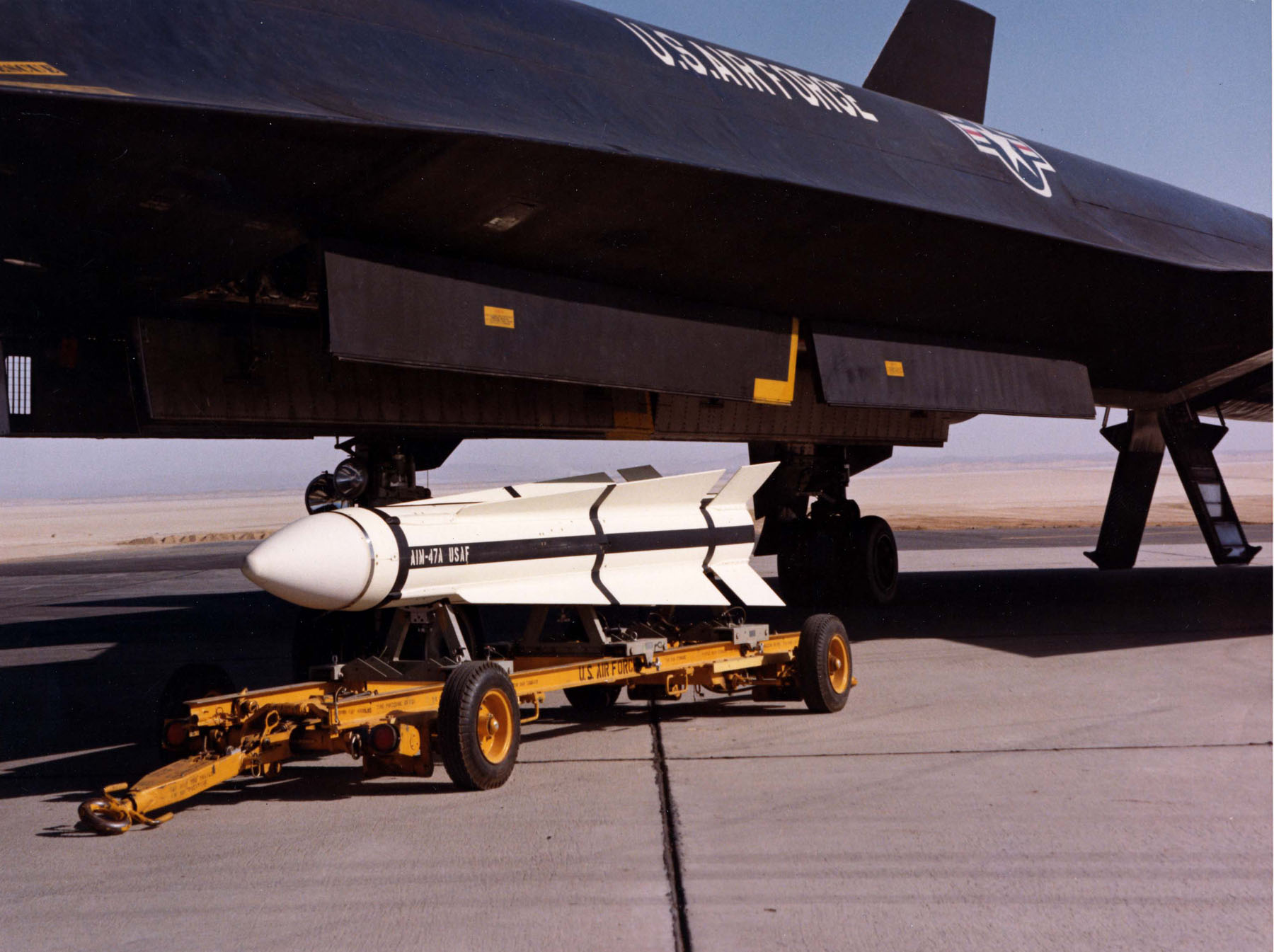
Dálková varianta Falconu AIM-47 pod prototypem letounu Lockheed YF-12

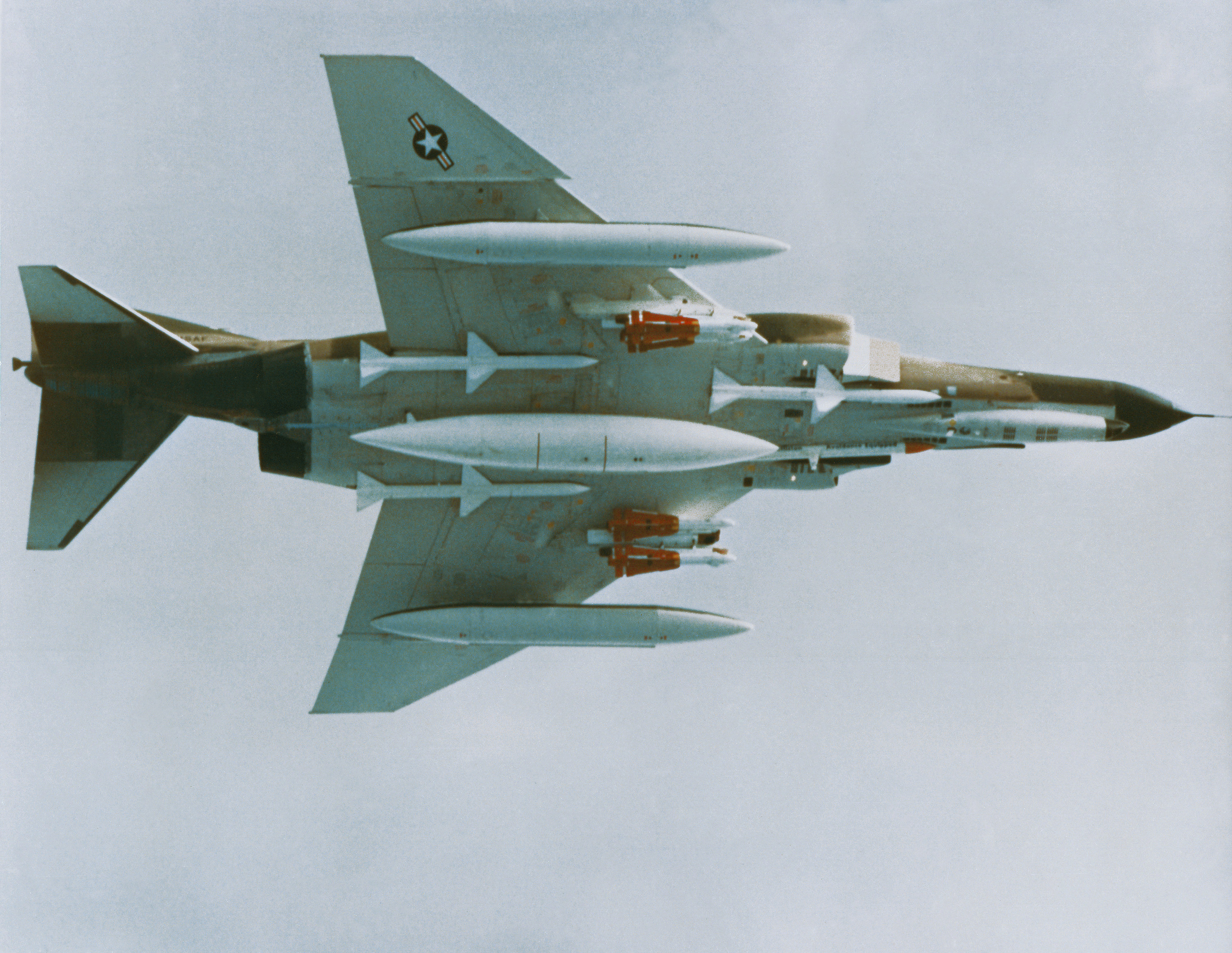
Stíhací letoun F-4E se čtyřmi AIM-4 pod křídlem

Na základě bojových zkušeností z Vietnamu byla od roku 1970 vyvíjena zlepšená varianta Falconu označená XAIM-4H. Střela měla mít laserový přibližovací zapalovač, účinnější hlavici a lepší obratnost. Vývoj byl zrušen předtím, než byla přijata do služby.

### GAR-11 a GAR-9
Pod označením GAR-11 (AIM-26 Falcon) byla vyvíjena zvětšená varianta Falconu s nukleární hlavicí o síle 0,25 kilotun.
Pod označením GAR-9 (AIM-47 Falcon) byla vyvíjena dálková varianta Falconu. Střelu měly používat tehdy vyvíjené stíhací letouny North American XF-108 Rapier a Lockheed YF-12. Její vývoj nebyl dokončen.

## Bojové nasazení

### Vietnam
Americké letectvo použilo své Falcony ve Vietnamu. Nesly je stíhací letouny McDonnell F-4 Phantom II ve verzi F-4D. Výsledky bojového nasazení Falconů byly velice špatné. Falcony byly stavěné na útoky proti bombardérům a jejich hlavice potřebovala 6–7 sekund za zaměření a uzamčení cíle. Byly proto téměř nepoužitelné v boji proti manévrujícím stíhacím letounům.
Na chlazení infračervené hlavice byl používán tekutý dusík, kterého bylo omezené množství. Pokud byl naváděcí systém hlavice aktivován, po určité době byl dusík spotřebován a k jeho výměně mohlo dojít až po přistání. Jak už bylo uvedeno výše, bojová hlavice rakety byla malá a zapalovač byl kontaktního typu, což omezovalo její účinnost. Střelami Falcon tak bylo sestřeleno jen 5 letadel.

## Další vývoj a vyřazení
Experimentálně bylo testováno možné použití Falconů při nočních střelbách proti pozemním cílům. V takovém použití je měl navádět infračervený zaměřovač. Pokusně byly Falcony odpalovány z letounu F-102 Delta Dagger.
Střely Falcon byly mezi piloty velice nepopulární a v roce 1969 byly nahrazovány střelami AIM-9 Sidewinder, které používalo americké námořnictvo.
Super Falcony variant AIM-4F/AIM-4G byly letectvem a Národní gardou používány až do roku 1988, kdy byly vyřazeny jejich poslední nosiče, letouny Convair F-106 Delta Dart.